# Château-Thierry (quận)
Quận Château-Thierry là một quận của Pháp, nằm ở tỉnh Aisne, ở vùng Hauts-de-France. Quận này có 5 tổng và 123 xã.

## Các đơn vị hành chính

### Các tổng
Các tổng của quận Château-Thierry là: 
1. Charly-sur-Marne
2. Château-Thierry
3. Condé-en-Brie
4. Fère-en-Tardenois
5. Neuilly-Saint-Front

### Các xã
Các xã của quận Château-Thierry, và mã INSEE là: 
| 1. Armentières-sur-Ourcq (02023)     | 2. Artonges (02026)                | 3. Azy-sur-Marne (02042)          |
| 4. Barzy-sur-Marne (02051)           | 5. Baulne-en-Brie (02053)          | 6. Belleau (02062)                |
| 7. Beuvardes (02083)                 | 8. Blesmes (02094)                 | 9. Bonneil (02098)                |
| 10. Bonnesvalyn (02099)              | 11. Bouresches (02105)             | 12. Brasles (02114)               |
| 13. Brumetz (02125)                  | 14. Bruyères-sur-Fère (02127)      | 15. Brécy (02119)                 |
| 16. Bussiares (02137)                | 17. Bézu-Saint-Germain (02085)     | 18. Bézu-le-Guéry (02084)         |
| 19. Celles-lès-Condé (02146)         | 20. Charly-sur-Marne (02163)       | 21. Chartèves (02166)             |
| 22. Chierry (02187)                  | 23. Chouy (02192)                  | 24. Château-Thierry (02168)       |
| 25. Chézy-en-Orxois (02185)          | 26. Chézy-sur-Marne (02186)        | 27. Cierges (02193)               |
| 28. Coincy (02203)                   | 29. Condé-en-Brie (02209)          | 30. Connigis (02213)              |
| 31. Coulonges-Cohan (02220)          | 32. Coupru (02221)                 | 33. Courboin (02223)              |
| 34. Courchamps (02225)               | 35. Courmont (02227)               | 36. Courtemont-Varennes (02228)   |
| 37. Crouttes-sur-Marne (02242)       | 38. Crézancy (02239)               | 39. Dammard (02258)               |
| 40. Domptin (02268)                  | 41. Dravegny (02271)               | 42. Essises (02289)               |
| 43. Essômes-sur-Marne (02290)        | 44. Fontenelle-en-Brie (02325)     | 45. Fossoy (02328)                |
| 46. Fresnes-en-Tardenois (02332)     | 47. Fère-en-Tardenois (02305)      | 48. Gandelu (02339)               |
| 49. Gland (02347)                    | 50. Goussancourt (02351)           | 51. Grisolles (02356)             |
| 52. Hautevesnes (02375)              | 53. Jaulgonne (02389)              | 54. L'Épine-aux-Bois (02281)      |
| 55. La Celle-sous-Montmirail (02147) | 56. La Chapelle-Monthodon (02161)  | 57. La Chapelle-sur-Chézy (02162) |
| 58. La Croix-sur-Ourcq (02241)       | 59. La Ferté-Milon (02307)         | 60. Latilly (02411)               |
| 61. Le Charmel (02164)               | 62. Licy-Clignon (02428)           | 63. Loupeigne (02442)             |
| 64. Lucy-le-Bocage (02443)           | 65. Macogny (02449)                | 66. Marchais-en-Brie (02458)      |
| 67. Mareuil-en-Dôle (02462)          | 68. Marigny-en-Orxois (02465)      | 69. Marizy-Saint-Mard (02467)     |
| 70. Marizy-Sainte-Geneviève (02466)  | 71. Monnes (02496)                 | 72. Mont-Saint-Père (02524)       |
| 73. Montfaucon (02505)               | 74. Monthiers (02509)              | 75. Monthurel (02510)             |
| 76. Montigny-l'Allier (02512)        | 77. Montigny-lès-Condé (02515)     | 78. Montlevon (02518)             |
| 79. Montreuil-aux-Lions (02521)      | 80. Mézy-Moulins (02484)           | 81. Nanteuil-Notre-Dame (02538)   |
| 82. Nesles-la-Montagne (02540)       | 83. Neuilly-Saint-Front (02543)    | 84. Nogent-l'Artaud (02555)       |
| 85. Nogentel (02554)                 | 86. Pargny-la-Dhuys (02590)        | 87. Passy-en-Valois (02594)       |
| 88. Passy-sur-Marne (02595)          | 89. Pavant (02596)                 | 90. Priez (02622)                 |
| 91. Reuilly-Sauvigny (02645)         | 92. Rocourt-Saint-Martin (02649)   | 93. Romeny-sur-Marne (02653)      |
| 94. Ronchères (02655)                | 95. Rozet-Saint-Albin (02662)      | 96. Rozoy-Bellevalle (02664)      |
| 97. Saint-Agnan (02669)              | 98. Saint-Eugène (02677)           | 99. Saint-Gengoulph (02679)       |
| 100. Saponay (02699)                 | 101. Saulchery (02701)             | 102. Sergy (02712)                |
| 103. Seringes-et-Nesles (02713)      | 104. Silly-la-Poterie (02718)      | 105. Sommelans (02724)            |
| 106. Torcy-en-Valois (02744)         | 107. Troësnes (02749)              | 108. Trélou-sur-Marne (02748)     |
| 109. Vendières (02777)               | 110. Verdilly (02781)              | 111. Veuilly-la-Poterie (02792)   |
| 112. Vichel-Nanteuil (02796)         | 113. Viels-Maisons (02798)         | 114. Viffort (02800)              |
| 115. Villeneuve-sur-Fère (02806)     | 116. Villers-Agron-Aiguizy (02809) | 117. Villers-sur-Fère (02816)     |
| 118. Villiers-Saint-Denis (02818)    | 119. Vézilly (02794)               | 120. Épaux-Bézu (02279)           |
| 121. Épieds (02280)                  | 122. Étampes-sur-Marne (02292)     | 123. Étrépilly (02297)            |